# Сорокин, Иван Петрович
Ива́н Петро́вич Соро́кин (5 сентября 1919, Елшанка, Симбирская губерния — 6 сентября 1977, Москва) — участник Великой Отечественной войны, Герой Советского Союза.

## Биография
Родился 5 сентября 1919 года в селе Елшанка в крестьянской семье. Окончил мукомольно-крупяной техникум в Куйбышеве.
В 1939 году призван в Красную Армию. В 1941 году окончил Чкаловское училище зенитной артиллерии. Член КПСС с 1941 года.
С июня 1941 года на фронте Великой Отечественной войны. В октябре 1943 года Сорокин в должности командира батареи 1693-го зенитно-артиллерийский полка, входившего в 10-й танковый корпус. 23 октября 1943 года батарея под командованием Ивана Сорокина, прикрывая переправу через Днепр, уничтожила 3 самолёта противника. 26 октября, уже находясь на плацдарме, батарея уничтожила ещё 5 вражеских самолётов.
Указом Президиума Верховного Совета СССР «О присвоении звания Героя Советского Союза офицерскому и сержантскому составу артиллерии Красной Армии» от 9 февраля 1944 года за «образцовое выполнение боевых заданий командования на фронте борьбы с немецкими захватчиками и проявленные при этом отвагу и геройство» был удостоен звания Героя Советского Союза с вручением ордена Ленина и медали «Золотая Звезда».
После окончания войны остался на военной службе. В 1970 году в звании полковника вышел в запас.
Жил в Москве, где работал в одном из НИИ.

## Награды
- Герой Советского Союза (9 февраля 1944);
- орден Ленина (9 февраля 1944);
- орден Отечественной войны 2-й степени;
- два ордена Красной Звезды;
- медали.

## Память
- Имя Сорокина в числе выпускников Оренбургского училища на памятном знаке.
- Центральная улица села носит его имя[3].